# Buckower Kleinbahn Nr. 1 bis 3

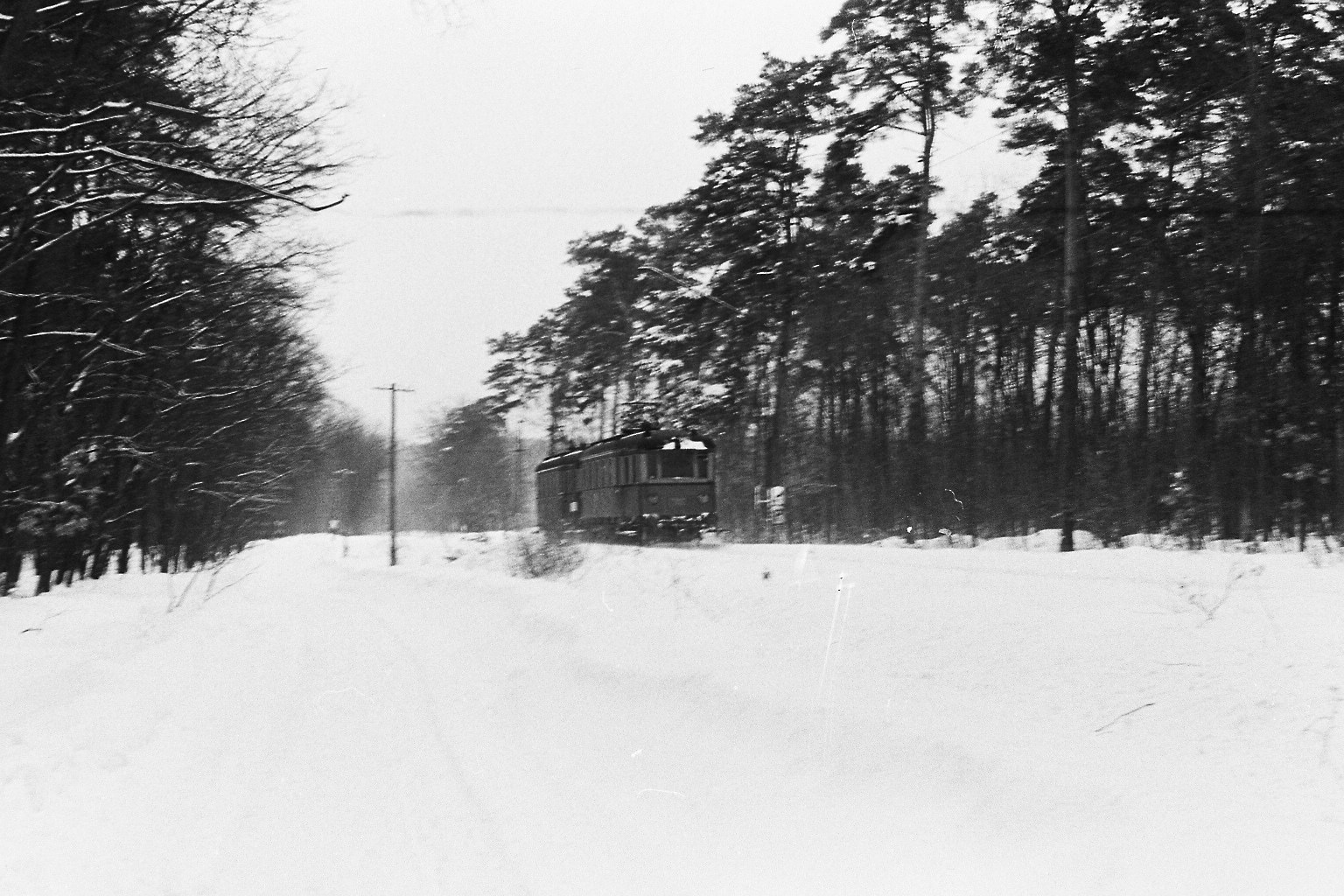
Buckower Kleinbahn Ende der 1970er-Anfang der 1980er Jahre – Höhe Waldsieversdorf (Alter Sportplatz)

Unter der Bezeichnung Buckower Kleinbahn Nr. 1 bis 3 werden zwei verschiedene Generationen von Elektrotriebwagen geführt: einerseits die Original-Triebwagen von 1930, andererseits die sogenannten Rekonstruktionen von 1980.

## Geschichte
Nachdem die schmalspurige Buckower Kleinbahn dem Ausflugsverkehr nicht mehr gewachsen war, wurde ein Umbau der Strecke auf Normalspur beschlossen. Auf Grund der Leistungsfähigkeit des elektrischen Antriebs entschied man sich für eine Elektrifizierung mit 800 V Gleichstrom und Oberleitung. 1929 wurde im laufenden Betrieb mit den Bauarbeiten begonnen, bereits am 15. Mai 1930 konnte der elektrische Betrieb mit den neuen Triebwagen aufgenommen werden.

## Triebwagen von 1930
Die Hannoversche Waggonfabrik AG (HAWA) lieferte drei mit Tatzlagermotoren ausgerüstete Triebwagen und drei passende Beiwagen, die sich nur durch das Fehlen der Stromabnehmer und Antriebe unterschieden. Jeder Wagen besaß 50 Sitzplätze. Die elektrische Ausstattung stammte von der AEG.
Nach der Übernahme durch die DR wurden die Triebwagen in die Baureihe ET 188.5 eingruppiert. Der Triebwagen Nr. 1 (ET 188 501) wurde mit einem Gepäckabteil ausgerüstet, die Anzahl der Sitzplätze sank dadurch auf 40.
1945 wurde der Beiwagen 3 (EB 13) von der Strecke abgezogen und als VB 140 603 anderweitig eingesetzt.
Nachdem im Jahr 1950 die Bahn der Berliner S-Bahn unterstellt worden war, übernahm diese auch die Wartung der Fahrzeuge im Raw Schöneweide.
1978 wurde der Triebwagen 2 (ET 188 502) zum Steuerwagen umgebaut, der ehemalige Beiwagen 3 kam als 190 852-4 auf seine Heimatstrecke zurück und wurde in 279 006-1 umgezeichnet.

### Umzeichnung
Mit Einführung der EDV-Nummern wurde aus der Baureihe ET 188.5 die Baureihe 279, die Fahrzeuge wurden fortlaufend nummeriert:
- Triebwagen 1 (ex ET 188 501) wurde 279 001-2, der zugehörige Beiwagen 1 (ex EB 11, ex EB 188 501) wurde zum 279 002-0
- Triebwagen 2 (ex ET 188 502) wurde 279 003-8, der zugehörige Beiwagen 2 (ex EB 12, ex EB 188 502) wurde zum 279 004-6
- Triebwagen 3 (ex ET 188 503) wurde 279 005-3, der zugehörige Beiwagen 3 (ex EB 13, ex VB 140 603) wurde zum 279 006-1

## Rekonstruktionenvon 1980/81
Als die alten Fahrzeuge den Anforderungen nicht mehr genügten und Probleme bei der Ersatzteilversorgung auftraten, entschloss man sich zu einer Neukonstruktion. Da auch für die Flachstrecke der Oberweißbacher Bergbahn neue Triebwagen benötigt wurden, wurde im Raw Schöneweide ein neuer Fahrzeugtyp unter der Bezeichnung BR 279.2 konstruiert. Lediglich die äußeren Abmessungen unterscheiden sich für Buckow und Oberweißbach. Da im Raw Schöneweide auch die Modernisierung der S-Bahn-Züge der Baureihe 275 (Stadtbahner) zur Baureihe 276.1 erfolgte, konnte auf deren Komponenten bei der Gestaltung des Wagenkastens zurückgegriffen werden. Wegen der Bahnsteighöhe auf der Buckower Strecke war das bei den Türen nicht möglich. Man verwendete die von den Halberstädter Mitteleinstiegwagen bekannten doppelte Drehfalttüren. Fahrschalter, Motoren, Widerstände und Stromabnehmer jedoch stammen wie auch andere Bauteile von Straßenbahnwagen der Bauart Gotha, die zu dieser Zeit im Raw Schöneweide Hauptinstandsetzungen erhielten. Deshalb musste 1981 die Fahrdrahtspannung von 800 V auf die übliche Straßenbahnfahrdrahtspannung von 600 V herabgesetzt werden.
Da im Aufgabenplan des RGW der Bau neuer Triebwagen durch die DDR nicht vorgesehen war, wurden die Neubauten offiziell als Rekonstruktion bezeichnet, die alten Züge wurden nach Schöneweide überführt und dort verschrottet, nur einige Ausrüstungsbauteile der alten Wagen und die Betriebsnummern wurden weiterverwendet.

### Chronologie derRekonstruktionen
- 15. Juni 1981 Offizielle Inbetriebnahme des rekonstruierten Triebwagens 279 001 und des Steuerwagens 279 002
- 30. Juni 1981 Rekonstruktion des Steuerwagens 279 006 abgeschlossen
- 30. Juli 1981 Rekonstruktion des Steuerwagens 279 004 abgeschlossen
- November 1981 Rekonstruktion des Triebwagen 279 005[2]

### Umzeichnung

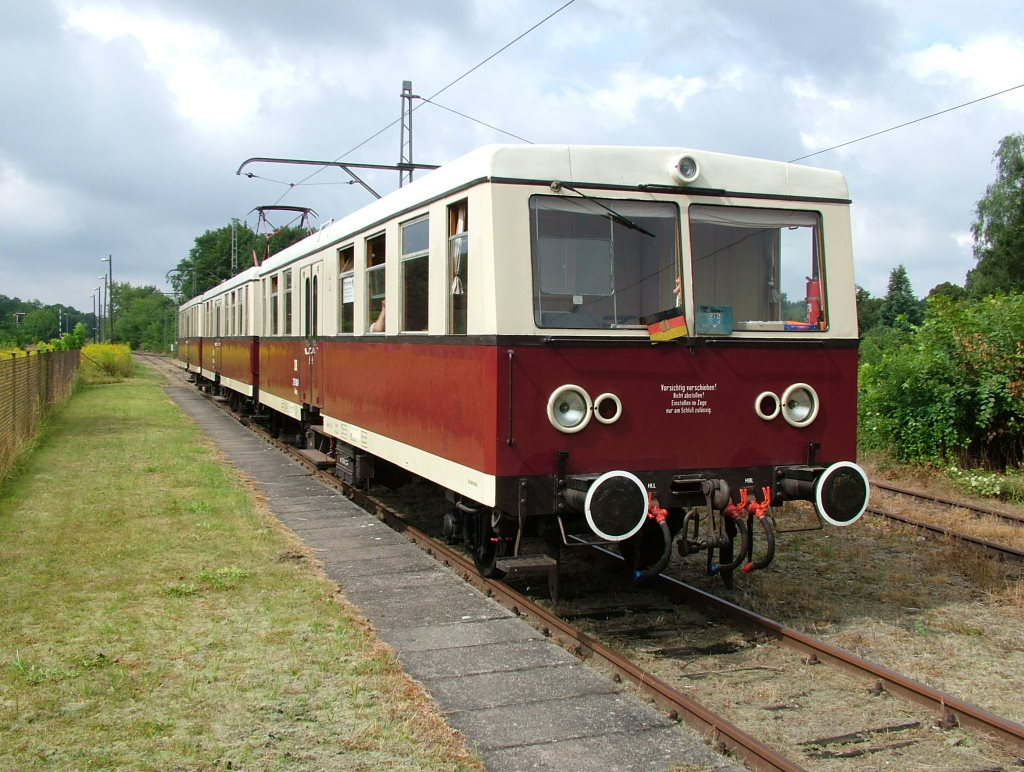
Beiwagen 879 603

Mit Übernahme des Nummernsystems der DB wurden die Fahrzeuge wieder umgezeichnet:
- Triebwagen 1 (ex 279 001) wurde zum 479 601, der zugehörige Beiwagen 1 (ex 279 002) wurde zum 879 601.
- Triebwagen 2 (ex 279 003) wurde zum 479 602, der zugehörige Beiwagen 2 (ex 279 004) wurde zum 879 602.
- Triebwagen 3 (ex 279 005) wurde zum 479 603, der zugehörige Beiwagen 3 (ex 279 006) wurde zum 879 603.

### Verbleib
Die drei Triebwagen befinden sich heute im Besitz des Eisenbahnvereins Märkische Schweiz (EVMS), der die Buckower Kleinbahn als Museumsbahn betreibt.

## Einzelbelege
1. ↑  Geschichte der Buckower Kleinbahn. Archiviert vom Original am 13. September 2007; abgerufen am 12. November 2007.
2. 1 2 3  Die Endstation und die Heimat der Triebwagen auf www.kleinbahn-buckow.de. (PDF) Archiviert vom Original am 25. Oktober 2007; abgerufen am 12. November 2007.
3. ↑  Beschreibung der Neukonstruktion der BR 279.2 auf der Oberweißbacher Bergbahn. Archiviert vom Original am 11. Oktober 2007; abgerufen am 12. November 2007.